# 아야남사

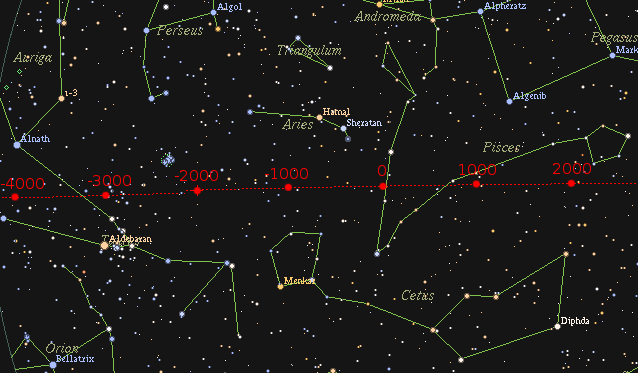
과거 6000년 동안의 황도상의 춘분점의 경로

아야남사(산스크리트어 ayanāṃśa: 야야나 "이동" + 암사 "요소") 또는 아야나바가(bhāga "부분") 또는 아야남샤는 인도 점성술에 사용되는 세차운동의 양을 뜻하는 산스크리트어 용어이다. 점성술에서, 이것은 회귀황도대(사나야)와 항성황도대(니라야나) 사이의 경도 차이이다. 천문학에서도 이것은 태양(회귀년) 또는 항성(항성년)과 상관하는 한 번의 완전한 궤도로 규정된 회귀년(지구의 365.2422번의 자전)과 항성년(365.2563번의 자전) 차이이다.
위의 서문은 콜브루크와 버제스 등의 주장을 근거로 한 아야남샤의 현대식 정의이다. 고대의 아야남샤에 대한 정의는 분점의 세차운동을 말하지는 않았지만, 고대인들은 기본적으로 항성년에 비한 회귀년의 길이를 측정하기 위하여, 관찰되는 세차운동을 추적하고 있었다. 수리야싯단타(Suryasiddhanta)(3장 9
10절)는 야야남샤를 최고 +와 - 27도의 범위 안에서의 (현대의 50.3"에 비하여) 연간 54" 의 비율의 성군 원(나크샤트라-차크라 또는 바차크라)의 왕복운동으로 정의한다. 버제스는 나크샤트라-차크라의 진동(trepidation) 개념을 소화하지 못했고, 그 문헌에 늘어난 약간의 오류가 있다고 가정했다. 콜브루크와 같은 전임자들의 주장에 뒤이어, 그는 그러한 가정에 근거하여 아야남샤를 정의하는데 있어서 분점 세차운동의 사용을 주장했다. 그들은 고대의 인도인들이 세차운동을 정확히 측정하는 방법을 몰랐고 그러므로 세차운동의 진동하는 잘못된 개념을 고안했다고 가정했다. 그러나, 싯단타 쉬로마니의 바샤카르 제2장에는 분점 세차운동의 측정을 위한 균차값이 부여되어 있는데, 그의 균차값은 문자알라의 균차를 합산해서 약간 감소한 수리야싯단타의 균차에 근거한다고 한다.

## 개요
현재 아야남사는 천구의 회귀 황도대의 경도보다 더 작은 항성 황도대의 경도의 각도로 규정된다. N. C.라히리에 따르면 아야남사는 2000년에 23.85°로 오늘날 24°에 근접한 것으로 추정된다. 이 값은 현재 서양 점성술에서 통용되는 회귀황도대의 전통이 3세기의 프톨레마이오스에 의해 고정되었다는 가정과 대략적으로 비교해 볼 때, 293년경 혹은 그 때의 회귀황도대와 항성황도대가 일치한 때와 상응한다.
- 천구의 항성황도대의 경도는 "항성"을 기준으로 정의된 황도상의 경도이다.
- 천구의 회귀황도대의 경도는 춘분점을 기준으로 정의된 황도상의 경도이다.

항성에 대하여 (가속 되어온 비율인) 1년에 약 50".29의 비율로 서쪽으로 이동하는 분점 세차운동으로 인하여, 그것을 기준으로 정의된 천구의 경도는 천천히 증가하게 될것이다. 다른 한편으로는, (고유운동의 결과를 무시한다면) 항성은 "움직이지 않는다." 그러므로, 그것들을 기준으로 정의된 천구의 경도는 절대로 변하지 않을 것이다.
전통적인 베다 점성술(조티사)는 항성황도대 좌표계를 사용한다. 그러한 점성술 학교의 실무자들이 천체의 위치를 결정하기 위해서 현대 천문학의 계산법을 사용했을 때, 그들은 그 경도를 명시하는데 사용되는 다른 기준점에 의해 야기되는 차이를 계산에 넣을 필요가 있었는데, 그들은 그 차이를 아야남샤라고 부른다.
일부 정통파 베다 점성술 학파들은 현대 천문학을 거부하며 여전히 수리야 싯단타 또는 그것에 근거하는 그들의 전통적 문헌들과 논문들에 있는 계산법에 의거한다. 그들은 현대의 아야남사의 개념이 제안하는 원형을 이루는 주기적인 움직임 대신에 수리야 싯단타에 따라서 1800년 동안 0°에서 27°가 증가하고, 그리고 나서는 0°로 그 다음은 -27°로 감소하며 ±27°의 범위 안에서 진동하는 아야남사를 사용한다.
만줄라가 아야남사의 주기적인 개념을 주장했지만, 그것은 책력 제작자들 사이에서 통용으로 받아들여질 수 없었다. 서양에서는 (4세기경) 테온은 (수리야싯단타식 진동은 90°에 0.3을 곱한 것으로 추론되어, 테온은 27°에 다시 0.3을 곱하여 8°을 얻었다. 그렇게 테온이 진동은 ±8° 안에서 변화한다고 했음에도 불구하고,) 수리야싯단타식의 아야남사를 옹호한 최초의 사람으로 알려져 있다. 진동으로 알려진 아야남사의 요동하는 개념은 코페르니쿠스 때까지 인도와 아랍 그리고 유럽의 점성가들과 천문학자들에게 특히 선호되었다. 현대 과학은 아야남샤의 진동 또는 요동의 개념을 지지하지 않는다. 수리야 싯단타와 아랴바티야 그리고 다른 고대 논문들에 따르면 490년이 아야남샤가 0이 되는 해이다. 그러므로, 전통적인 아야남샤에서 비롯된 현재 값은 현대의 약 +24°의 값보다 적은 거의 +22.64°이다.
2299년 이후에, 현대의 아야남사 값은 계속 증가할 것인 반면에, 전통적인 아야남사는 최대치인 +27°에서 줄어들기 시작할 것이다. 인도에서 일출과 상승점(라그나)을 같게 하기 위하여 종교적 책력과 천궁도의 중요한 모든 구성 요소의 기초가 되는 아야남사의 정확한 값이 요구된다.
아야남샤는 회귀황도대와 항성황도대 간의 증가하는 차이를 나타낸다. 분점의 세차운동을 통하여 1년에 거의 50"씩의 비율로 변화하는 아야남샤는 현재 약 24°이다.
서양의 점성가들인 페이건과 브래들리는 1950년에 그것을 24도로 계산했다. 그러나, 인도에서는 여러 값들이 사용된다. 항성 알키오네가 양자리의 시작을 나타낸다는 일반적인 일치가 있다고는 해도, 그 차이는 양자리 성좌에 대한 고대의 불명확한 경계 설정으로 인해 발생했다.

## 같이 보기
- 항성황도대와 회귀황도대